# Toile cosmique
Pour les articles homonymes, voir Toile et Cosmos.
La toile cosmique (cosmic web) est la structure qui décrit la distribution en 3D de la matière en cosmologie,. 
La toile cosmique prend en compte la matière noire ainsi que la matière lumineuse, et se distingue des structures à grande échelle de l'Univers qui s'étendent à tous types de composants de l'Univers.

## Historique
Les premières indications d’une structure dans la distribution des galaxies furent obtenues par Gérard de Vaucouleurs, avec le concept de supergalaxie (en:Supergalaxy), et interprétées comme étant le produit du collapse gravitationnel anisotrope de perturbations de la densité à grande échelle, notamment par Iakov Zeldovitch. La terminologie associée à la notion de Toile cosmique a ensuite été le fruit des observations de plus en plus affinées montrant la structure filamentaire de la distribution des galaxies,,,(dont les travaux de John Huchra) et par les simulations numériques d’amas connectés par des filaments et des plaques, séparés par des vides occupant la majeure partie de l’espace.

## Étude
Ce concept est compris dans le contexte de la formation des grandes structures dans le cadre du modèle standard de la cosmologie : les simulations numériques montrent comment, à partir des fluctuations initiales du champ de densité, on aboutit à une telle distribution de la matière, la gravitation étant le moteur principal.
En termes de cartographie en trois-dimensions, la toile cosmique observée dans la distribution des galaxies souffre de trois problèmes observationnels :
- le nombre de galaxies observées chute avec la distance ;
- les contraintes des relevés, avec des couvertures incomplètes dans le ciel (les télescopes n'ont accès qu'à certaines parties du ciel) ;
- l'obscuration, essentiellement par le disque de notre galaxie qui nous cache une fraction significative de l'univers.

## Toile cosmique des vitesses
La toile cosmique des vitesses (Cosmic velocity web ou Cosmic V-Web) s'obtient de la façon suivante :
1. on utilise les mesures des vitesses des galaxies de catalogues (aujourd'hui, le catalogue Cosmicflows-2)
2. à partir de ces mesures un filtre de Wiener reconstruit le champ de densité et le champ de vitesse en 3D (y compris dans la zone d'obscuration et avec une couverture complète).
3. à partir du champ de vitesse on construit une matrice appelée "tenseur de cisaillement" qui exprime mathématiquement comment chaque composante de la vitesse varie dans chaque direction.
4. on visualise les surfaces à l'intérieur desquelles le tenseur de cisaillement révèle une compression des flots suivant trois directions orthogonales  (ceci correspond à un nœud), une compression suivant deux directions et une dilatation suivant la troisième direction (ceci correspond à un filament galactique), une compression suivant une direction et une dilatation suivant deux directions orthogonales (un Grand mur), et finalement une dilatation suivant trois directions orthogonales (correspondant alors à un vide).

Cette méthode permet de pallier le fait qu'avec les relevés de galaxies, on n'a pas accès à la distribution de la matière noire.

## Type d'éléments
Les nœuds sont connectés par des filaments, qui constituent une sorte de squelette de la toile cosmique. Les nœuds sont au cœur des superamas ou bassins d'attraction.
- Nœud (Knot)
- Filament galactique (Galaxy filament)
- Grand mur
- Courant cosmique (Cosmic flow)
- Vide (Void)
- Superamas (bassin d'attraction à l'intérieur duquel les courants cosmiques convergent sur un attracteur)

## Éléments de la toile cosmique
Amas et superamas :
- superamas Laniakea, dont le nœud est le Grand Attracteur, et qui comprend le Superamas de la Vierge, le Superamas de l'Hydre-Centaure et le Superamas du Paon-Indien ;
- superamas de Persée-Poissons (Perseus-Pisces Supercluster), dont le nœud est le nœud de Persée-Poissons ;
- amas de la Chevelure de Bérénice (en:Coma Cluster) ;
- mini-superamas de La Pointe de flèche (Arrowhead), jonction de trois grands bassins/superamas (ceux de Laniakea, du superamas de Persée-Poissons, et de l'amas de la Chevelure de Bérénice[10],[11],[12]) ;
- concentration d'amas du Lièvre (Lepus concentration of clusters).

Filaments :
- filament Shapley-Hercule (Shapley-Hercules Filament) ;
- filament Shapley-Lièvre (Shapley-Lepus Filament) ;
- filament Lièvre-Entonnoir (Lepus-Funnel Filament) ;
- filament Persée-Chevelure de Bérénice (Perseus-Coma Filament) ;
- filament de la Vierge (Virgo Filament) ;
- filament de la Machine pneumatique (Antlia Filament) ;
- filament Règle-Paon-Indien (Norma-Palo-Indus Filament) ;
- filament du Fourneau (Fornax Filament) ;
- filament de l'Arche (The Arch Filament).

Nœuds : 
- nœud d'Hercule (Hercules knot) ;
- nœud de Persée-Poissons (Perseus-Pisces knot) ;
- nœud du Lièvre (Lepus knot) ;
- nœud de l'Entonnoir (The Funnel knot) ;
- noeud de Shapley ou attracteur Shapley (Shapley knot) ;
- mur austral (Southern Wall) ;
- nœud de l'Indien (Indus knot) ;
- nœud de la Chevelure de Bérénice (Coma knot) ;
- Vierge ;
- Centaure.